# Blink (teknik)
 For alternative betydninger, se Lysbro.
 For alternative betydninger, se Blink. (Se også artikler, som begynder med Blink)
Et blink har typisk til formål at advare trafikanter på en vej om en fare på selve vejen (eks. vejarbejde) eller om et særligt køretøj (eks. ambulance). Udformningen, placeringen og lysfarve eller -retning kan variere meget. Det mest almindelige er et cylinderformet rødt, gult eller blåt blink placeret på taget af et køretøj. Cylinderformen tillader, at lyset er synligt i en vinkel på 360° rundt.
Fælles for de forskellige typer er, at lyset ikke er konstant og dermed opleves som "blinkende". Den tekniske årsag til blinkeffekten er beskrevet nedenfor ved de enkelte typer af blink.

## Typer af blink
Generelt kan man opdele typerne af blink i tre grupper: Rotorblink, blitzblink og lygter. Den ældste type er rotorblinket, mens blitzblinket er den nyeste.

### Rotorblink
Rotorblink er kendetegnede ved en konstant lysende pære, hvis lysretning opleves som skiftende/roterende. De findes i tre former:
- En vandret pære drejes rundt og lyser dermed i skiftende retninger.
- Et spejl placeret "bag" en lodret pære drejer lyset rundt.
- En lodret pære i et "lygtehus" udstyret med fire "vinduer" giver fire skiftende lysretninger.

Den sidste type er ikke særligt anvendt og må anses som værende under udfasning.

### Blitzblink
Blitzblink har en lodret pære, der blinker i en fast frekvens med typisk 2-3 blink per sekund. Mellem disse 2-3 blink holdes så en lille pause på f.eks. 1 sekund.
Blinket har fået sit navn fra kameraets blitz, der kortvarigt afgiver et kraftigt lys.

### Lygter
Lygter udsender som de eneste slags blink kun lyset i en enkelt retning. Placeringen kan f.eks. være på kølergrillen af et køretøj ("frontblink"). Alternativt kan de være placeret på toppen af et vejskilt med det formål at henlede trafikanternes opmærksomhed på skiltet og dets betydning.
Blandt denne type blink er der placeret en vandret pære i lygtehuset. Selve udformningen af lygten/lygteglasset er typisk rundt eller firkantet.
Tidligere var frontblink næsten kun udbredt på udrykningskøretøjer, men har i de senere år vundet indpas på særligt entreprenørlastbiler af forskellig art i form af lysdiodepærer.

### Afspærringsblink
En slags "afart" af lygter er afspærringsblink, der specielt anvendes ved afspærringer. De ses således typisk i gul eller blå med blitz-effekt i enten én eller to retninger. For at sikre mobilitet og drift har denne type blink egne batterier. 
De bygges op med en enkelt lodret pære.

### Lys-/blitzbro
Man kan sammenbygge pærere fra blink under samme lygteglas og dermed opnå en bredere/større effekt, som øger synligheden væsentligt. Brugen af lys- eller blitzbroer kan ikke generaliseres til en bestemt type køretøjer eller særlige funktioner. Brugen er meget udbredt på både personbiler, varevogne og lastbiler.
Efterhånden begynder såkaldte LED-lysbroer at vinde indpas fordi disse ofte er mere synlige i dagslys end traditionelle blink og desuden bruger mindre energi end ældre lys- eller blitzbroer. De er opbyggede med flere sæt lysdioder, der i lighed med lygter hver for sig lyser i forskellige retninger.